# Skirophorion
Skirophorion (altgriechisch Σκιροφοριών Skirophoriṓn) war der zwölfte Monat im attischen Kalender. Er umfasste 29 Tage und lag im heutigen Juni/Juli. Benannt wurde er nach einer Prozession zu Ehren der Athena Skiras, bei der die Priesterinnen der Göttin weiße Sonnenschirme trugen (σκίρον ‚Sonnenschirm‘ und φέρειν ‚tragen‘).